# تحيا تونس
تحيا تونس هو حزب سياسي تونسي أسس في 27 يناير 2019 وحصل على التأشيرة القانونية في 4 مارس من نفس السنة، ويترأسه رئيس الحكومة التونسية يوسف الشاهد.

في أبريل 2019، يدعي الحزب أن لديه 291 84 منخرط.

## التاريخ
أسس 34 نائب في مجلس نواب الشعب في أغسطس 2018 كتلة برلمانية جديدة باسم الائتلاف الوطني، وقررت الكتلة دعم حكومة يوسف الشاهد دون تكوين حزب سياسي تنتمي إليه. ضمت الكتلة نواب مستقلون ومستقيلون من كتلتي حركتي مشروع تونس ونداء تونس ونواب من كتلة الاتحاد الوطني الحر. ثم في 27 يناير 2019، أعلن سليم العزابي الذي كان رئيس مكتب رئيس الجمهورية التونسية، تأسيس حزب سياسي اسمه تحيا تونس. تحصل الحزب على التأشيرة القانونية في 4 مارس. 

في 24 مايو، تم توقيع اتفاق اندماج مع حزب المبادرة الذي يترأسه كمال مرجان. بعد هذا الاندماج، تم تعيين مرجان رئيسا للمجلس الوطني لحزب تحيا تونس. 

في 1 يونيو، عين المجلس الوطني الأول للحزب رئيس الحكومة يوسف الشاهد كرئيسٍ للحزب.

## الإدارة
- الرئيس: يوسف الشاهد (منذ 1 يونيو 2019).
- الأمين العام: سليم العزابي (منذ 1 مايو 2019).
- رئيس المجلس الوطني: كمال مرجان (منذ 1 يونيو 2019).
- رئيس كتلة الائتلاف الوطني في مجلس نواب الشعب: مصطفى بن أحمد (27 أغسطس 2018).

## الأداء الانتخابي

### انتخابات رئاسية
| تاريخ الانتخابات | مرشح الحزب  | الأصوات | الأصوات | الأصوات |
| تاريخ الانتخابات | مرشح الحزب  | العدد   | %       | الترتيب |
| ---------------- | ----------- | ------- | ------- | ------- |
| 2019             | يوسف الشاهد | 049 249 | 7.38%   | الخامس  |